# Gustave Bourgerel
Gustave Benjamin le Prévost de Bourgerel, né le 18 septembre 1813 à Rennes et mort le 29 octobre 1882 à Nantes, est un architecte, dessinateur et aquarelliste français.
Architecte de la Loire-Inférieure de 1835 à 1843, il est également l’auteur des plans de villas balnéaires de La Baule et l’un des principaux lotisseurs de Pornichet. Il dessine les plans du muséum d'histoire naturelle de Nantes dans les années 1860.

## Biographie
Gustave Benjamin Alexandre Le Prévost de Bourgerel naît le 18 septembre 1813 à Rennes de Benjamin Le Prévost de Bourgerel, négociant, et de Désirée Rivière de Lartusière. Il épouse Anna de Malvilain, nièce de Paul Proust de La Gironière.
Élève de l’École des beaux-arts de Paris de 1835 à 1843, il est architecte départemental pour la Loire-Inférieure de 1858 à 1882. Il est également dessinateur et aquarelliste.
De 1854 à 1858, il construit l'église Saint-Clair de Nantes.
Il dessine la villa balnéaire Ker Suser à La Baule en 1879 et est le principal lotisseur de Pornichet.
Vers 1863, il dessine l’actuelle mairie de Paimbœuf, dans un projet initial pour la sous-préfecture. Il est également l’auteur du muséum d'histoire naturelle de Nantes, dont la première pierre est posée en 1868 et qui est inauguré le 19 août 1875,.
Il est membre correspondant de l'Institut.
Il meurt à Nantes le 29 octobre 1882.